# Asphalt (Computerspielreihe)
Die Asphalt-Reihe ist eine Rennspiel-Serie der Firma Gameloft für Mobiltelefone. Es existieren auch Versionen für Handheld-Konsolen, die von Ubisoft vertrieben werden.
Der erste Teil der Reihe wurde mit Asphalt Urban GT am 22. September 2004 veröffentlicht und gewann im Jahr darauf den Brew Developer Award für das beste Spiel. Es folgten Asphalt Urban GT 2, Asphalt 3: Street Rules, im Juli 2008 Asphalt 4: Elite Racing in einer Java- und „HD“ (Symbian)-Version, 2009 Asphalt 5 sowie 2011 Asphalt Adrenaline. 2012 erschien Asphalt 7: Heat, 2013 Asphalt 8: Airborne, Asphalt Xtreme, Asphalt Street Storm Racing. Der aktuelle Teil der Serie ist Asphalt 9: Legends, welcher 2018 veröffentlicht wurde.
Weltweit haben sich über zehn Millionen Asphalt-Rennspiele verkauft.

## Asphalt: Urban GT
Asphalt Urban GT: Der erste Teil der Asphalt-Reihe ist für alle handelsüblichen Handysets erschienen sowie für N-Gage und den Nintendo DS.
Es sind 25 Lizenzfahrzeuge enthalten, z. B. Aston Martin DB9, verschiedene Automodelle von Lamborghini, Volkswagen, aber auch Geländewagen wie Hummer. Diese müssen, wie bei Rennspielen üblich, teilweise erst durch schnelle Rennzeiten freigeschaltet werden. Die Strecken basieren auf real existierenden Orten wie Paris oder New York und enthalten auch Nacht-Strecken.
Es gibt verschiedene Rennmodi. Neben den Einzel- und Mehrfahrerstrecken gibt es auch Arcademodi wie Zeitangriff, Verfolgungsjagd als Polizeiwagen und einen Evolutionsmodus.
Neben den üblichen Richtungen können sowohl Licht und Hupe als auch gelegentlich ein N2O-Schub („Nitro“) eingeschaltet werden, bei dem für kurze Zeit schneller gefahren werden kann.

## Liste von Spielen
| Jahr | Name                          | Plattform(en)                                                             | Anmerkungen |
| ---- | ----------------------------- | ------------------------------------------------------------------------- | --- |
| 2004 | Asphalt: Urban GT             | Nintendo DS, Nokia N-Gage, diverse Mobiltelefone                          | Asphalt: Urban GT Multiplayer (2005), Mehrspielerfunktion weitere Titel für die mobilen Versionen: Asphalt: Urban GT 3D (2005), Asphalt: Urban GT 2D Version (2005) |
| 2006 | Asphalt: Urban GT 2           | Nintendo DS, Nokia N-Gage, PlayStation Portable, diverse Mobiltelefone    | erstmals mit Motorrädern und Polizisten (die u. a. in Helikoptern die Verfolgung aufnehmen), verbesserte optische Effekte und neue Strecken |
|      | Asphalt: Import Tuner Edition | diverse Mobiltelefone                                                     | |
| 2006 | Asphalt 3: Street Rules       | diverse Mobiltelefone                                                     | verbesserte Optik im Vergleich zum Vorgänger, neue Strecken und Wagen, bei besonders dreistem Fahrstil erscheint ein Fernsehhelikopter, der die Fahrt mitfilmt. Asphalt 3: Street Rules 3D, verbesserte 3D-Engine für realistische Optik Asphalt 3: Street Rules HD, wird als Vertreter der „neuen Generation der Handygames“ bezeichnet, welches für das neue N-Gage erschien und bietet eine für Mobiltelefone bisher ungewöhnlich gute 3D-Optik |
| 2008 | Asphalt 4: Elite Racing       | iOS, Windows Phone, BlackBerry, Nintendo DSi, diverse Mobiltelefone       | verbesserte 3D-Optik und Wettereffekte, umfangreiche Tuning-Möglichkeiten sowie verschiedene Rennmodi (Drift, Zeitrennen, …) Asphalt 4: Elite Racing HD, wie Asphalt 4, nur für Symbian-Telefone |
|      | Asphalt Online                |                                                                           | |
| 2009 | Asphalt 5                     | iOS, Android, Windows Phone                                               | Asphalt 5 HD, iOS (iPad mit HD-Grafik) |
| 2011 | Asphalt 6: Adrenaline         | iOS, Macintosh, Android, diverse Mobiltelefone                            | Asphalt 6: Adrenaline HD, iOS (iPad mit HD-Grafik) |
| 2011 | Asphalt Audi RS 3             | iOS                                                                       | |
| 2011 | Asphalt 3D                    | Nintendo 3DS                                                              | |
| 2011 | Asphalt: Injection            | PlayStation Vita, Android                                                 | |
| 2012 | Asphalt 7: Heat               | iOS, Android, Windows Phone, Windows                                      | |
| 2013 | Asphalt 8: Airborne           | iOS, Android, Windows Phone, Windows                                      | Asphalt 8: Airborne+ (2021), alternativer Titel für iOS |
| 2014 | Asphalt Overdrive             | iOS, Android, Windows Phone, Windows                                      | |
| 2015 | Asphalt Nitro                 | Android                                                                   | |
| 2016 | Asphalt Xtreme                | iOS, Android, JavaME, Tizen, Windows                                      | |
| 2017 | Asphalt Street Storm Racing   | iOS, Android, Windows                                                     | |
| 2018 | Asphalt 9: Legends            | iOS, Android, Windows, Nintendo Switch, Xbox Series X, Xbox One           | Das Spiel benutzt die Bullet-Physik-Engine, zudem fand eine Erweiterung um neue Autos und neuen Events statt |
|      | Asphalt Retro                 | Webbrowser                                                                | |
|      | Asphalt Nitro 2               | Android                                                                   | |
| 2024 | Asphalt Legends Unite         | iOS, Android, Windows, Nintendo Switch, PS4, PS5, Xbox Series X, Xbox One | Erweiterte Version von Asphalt 9: Legends |
|      | Asphalt Moto Blitz DX         | Arcade                                                                    | Arcade-Ableger |